# Sergejs Žoltoks
Sergejs Žoltoks (russisch Сергей Иванович Жолток/Sergei Iwanowitsch Scholtok; * 2. Dezember 1972 in Riga, Lettische SSR; † 3. November 2004 in Minsk, Belarus) war ein lettischer Eishockeyspieler, der während seiner aktiven Karriere zwischen 1990 und 2004 unter anderem 633 Spiele für die Boston Bruins, Ottawa Senators, Montréal Canadiens, Edmonton Oilers, Minnesota Wild und Nashville Predators in der National Hockey League auf der Position des Centers bestritten hat.

## Karriere
Žoltoks begann seine Karriere bei Dinamo Riga. Beim NHL Entry Draft 1992 wurde er von den Boston Bruins in der dritten Runde an 55. Stelle ausgewählt. Danach ging er nach Nordamerika und spielte in den ersten drei Jahren vornehmlich im Farmteam in Providence. Fast schon gescheitert wechselte er in die IHL zu Las Vegas Thunder und konnte dort überzeugen. Vor Ende seiner zweiten IHL Saison schaffte er den Sprung zurück in die NHL zu den Ottawa Senators. Die Saison 1998/99 bestritt er dann bei den Montreal Canadiens, die ihn in der dritten Saison nach Edmonton abgaben. Schon nach Saisonende ging die Reise weiter und führte ihn dieses Mal nach Minnesota. Auch bei den Wild konnte er die dritte Saison nicht beenden und wechselte zu den Nashville Predators.
Wegen des Lockouts in Nordamerika spielte er in seiner Heimat für den HK Riga 2000. Bereits vor längerer Zeit litt Žoltoks unter körperlichen Beschwerden, wurde aber nach Untersuchungen von den Ärzten wieder für spielfähig erklärt. Žoltoks brach am 3. November 2004 während eines Spiels für seinen Klub Riga 2000 in der belarussischen Hauptstadt Minsk zusammen und erlag wenig später einer Herzschwäche. Er hatte zum Zeitpunkt seines Zusammenbruches nicht gespielt, sondern stand hinter der Bande und beobachtete das Spiel. Er hinterließ eine Frau und zwei Söhne.

## Erfolge und Auszeichnungen
- 1990 All-Star-Team der Junioren-Europameisterschaft
- 1991 Silbermedaille bei der Junioren-Weltmeisterschaft
- 1992 Goldmedaille bei der Junioren-Weltmeisterschaft
- 1996 Ironman Award